# Silvia Salemi
Silvia Salemi (Palazzolo Acreide, 2 aprile 1978) è una cantautrice, conduttrice televisiva e conduttrice radiofonica italiana.

## Biografia

### Anni novanta
Il 12 ottobre 1995 vince il Festival di Castrocaro con il brano Con questo sentimento.  L'8 novembre dello stesso anno partecipa a Sanremo Giovani, con la canzone Nessuno mi può giudicare, originariamente interpretata da Caterina Caselli, in una versione riarrangiata, che le permette di partecipare al Festival di Sanremo 1996 nella sezione "Nuove Proposte" con il brano Quando il cuore. Ottiene il 5º posto e pubblica il suo primo album, intitolato Silvia Salemi.
Nel 1997 partecipa nuovamente a Sanremo, questa volta tra i "Big", con la hit A casa di Luca, canzone che le regala un'immediata popolarità e il Premio Volare "Miglior Testo" e con cui il grande pubblico continuerà ad identificarla negli anni successivi. Sempre nel 1997 si classifica seconda a Un disco per l'estate con il brano Stai con me stanotte, tratto dal suo nuovo album intitolato Caotica. Inoltre partecipa come supporter alla data romana del concerto dei Simple Minds.
Nel 1998 torna al Festival di Sanremo con Pathos, brano in cui il rock si fonde con le sonorità orientali, scritto a seguito di un viaggio in Tibet: Pathos darà anche il titolo all'omonimo album, che contiene per altro la hit Odiami perché, presentata al Festivalbar. Nello stesso anno affianca Pippo Baudo nella conduzione della trasmissione Il gran ballo delle debuttanti, su Canale 5. Continua l'esperienza in televisione nel 1999, conducendo Viaggi nei luoghi del sacro, trasmissione a tematica religiosa in onda su Rai 3.

### Anni duemila
Nel 2000, dopo una lunga collaborazione in studio con Giampiero Artegiani e Tore Johansson (produttore dei Cardigans), esce il suo quarto album, L'arancia, da cui verranno estratti La parola amore, ...E ci batteva il sole ed    È già settembre.
Nell'estate del 2002 esce un singolo dance che mischia la lingua francese all'italiano, J'adore.
Nel 2003 torna per la quarta volta al Festival di Sanremo con il brano Nel cuore delle donne, inserito nell'album Gioco del Duende, titolo che, come spiegato dalla stessa Salemi in un'intervista, fa riferimento a quanto espresso in una conferenza tenuta dal poeta García Lorca nel 1928 a Cuba. Dimenticami è il secondo singolo estratto, Sì forever il terzo.
Nel 2004, dopo aver partecipato al reality show Music Farm, si sposa, continuando però ad esibirsi dal vivo in una serie di concerti. L'anno successivo diventa mamma della primogenita Sofia. Nel periodo di attesa, si dedica essenzialmente alla redazione e conduzione di un programma per Radio 2 dal titolo La mezzanotte di Radio 2.
Il 4 maggio del 2007 esce il suo sesto album, dal titolo Il mutevole abitante del mio solito involucro. I video dei singoli estratti segnano il debutto alla regia di due giovani attori: Giuseppe Fiorello (Il mutevole abitante del mio solito involucro), che vincerà il Premio Venice Music Awards, e Giorgio Pasotti (Ormai), che avrà il riconoscimento del Premio Roma Video Clip. Seguirà un lunghissimo tour che porterà l'artista in giro per l'Italia.
Nel 2008, nasce la secondogenita Ludovica, Silvia decide quindi di prendere una pausa dalle scene per dedicarsi alla famiglia.
Nell'aprile del 2009 partecipa ad un programma del canale satellitare Alice, L'isola del gusto, ambientato nella sua terra natìa.
A giugno si laurea con lode in Lettere e Filosofia con una tesi su Fabrizio De André.
Nell'estate del 2012 esce il singolo digitale cover di Nada, Amore disperato.

### Anni duemiladieci
Nel 2013 è tra i concorrenti della terza edizione del talent show Tale e quale show, dove vince il Premio "Miglior Voce". La classifica finale le permette di partecipare alla seconda edizione di Tale e quale show - Il torneo l'anno seguente.
Il 31 dicembre 2014 conduce gli spot istituzionali della Valle d'Aosta per la trasmissione di Rai 1 L'anno che verrà.
Nel 2015 è presidente di giuria al Festival di Castrocaro in onda su Rai 1. A dicembre dello stesso anno conduce da Matera, sempre per Rai 1, gli spot istituzionali per la trasmissione L'anno che verrà.
Da novembre 2016 è giudice del talent show per ragazzi Tra sogno e realtà, in onda su La5.
Nel 2017 è la conduttrice di Piccole luci, nuovo programma di Rete 4 in sei puntate. Nell'estate dello stesso anno conduce ogni martedì la rubrica A casa di Silvia all'interno del programma La vita in diretta Estate, in onda su Rai 1. Il 7 luglio 2017 esce, anticipato dal singolo Potrebbe essere, il settimo album di inediti dal titolo 23. Il 23 novembre 2017 esce il suo primo romanzo autobiografico dal titolo La voce nel cassetto.
Nel 2018 è ospite musicale fissa nel programma di Rai 1 Domenica In. Dal 23 luglio 2018 conduce su La 5 il game show musicale Super Music Store. Il 17 agosto su Rai Premium e il 20 agosto su Rai 1 presenta il programma L'altro sabato... Di domenica, spin-off dello storico programma di Renzo Arbore L'altra domenica. Da ottobre 2018 torna in tv su Rete 4 alla conduzione della seconda stagione di Piccole luci.
Nel 2019 partecipa come concorrente al programma televisivo Ora o mai più in onda su Rai 1, in coppia con la maestra Marcella Bella e si classifica al 3º posto. Durante il programma, oltre che esibirsi da sola, ha anche duettato in ogni puntata con Marcella Bella; ha poi eseguito duetti con Don Backy, Michele Zarrillo, Patty Pravo e con la compagna di squadra Annalisa Minetti. Durante la finale ha presentato l'inedito Era digitale, di cui ha scritto parole e musica. Nello stesso anno è in tour con una band di 4 elementi con "Era digitale tour"  e a Radio 2 con il programma Che spettacolo. A settembre è in teatro con Giuseppe Zeno con lo spettacolo Non si uccidono così anche i cavalli  dove recita, canta e balla.

### Anni duemilaventi
Da maggio 2020 partecipa in qualità di esperta musicale alla trasmissione Decanter su Rai Radio 2. Ad agosto torna alla guida di Che spettacolo su Rai Radio 2. Il 25 settembre esce il nuovo singolo Chagall.
Da marzo 2021 è alla guida di Il mio campo libero su Rai Isoradio, trasmissione vincitrice del Premio Microfono d’Oro, poi il 2 luglio esce il suo nuovo singolo I sogni nelle tasche. Nel giugno del 2025 ritira per la seconda volta il Premio Microfono d'oro per la trasmissione Back home su Rai Isoradio
Sempre nel 2021 partecipa alla trasmissione Star in the Star nei panni di Lady Gaga arrivando quarta. Nel 2022 partecipa a TIM Summer Hits e venerdì 8 Luglio esce il singolo Noi contro di noi scritto dalla stessa Silvia Salemi in collaborazione con  Matteo Faustini e Marco Rettani.
Venerdì 14 luglio 2023 esce il singolo Faro di notte, scritto da Silvia Salemi insieme a Davide Autorino, Ivan Amatucci e Marco Rettani. Nel febbraio del 2024 partecipa a Tale e quale Sanremo.
Il 25 aprile 2025 è stato pubblicato Coralli, l'ultimo singolo disponibile sulle piattaforme digitali e in radio dal 9 maggio. Il brano è scritto dalla stessa Salemi insieme a Enrico Palmosi (Kikko), Daniele Monellini e Marco Rettani, e prodotto da Palmosi per "Dischi dei Sognatori" con distribuzione "Ada Music Italy". La canzone è una riflessione sull’assenza e sulla fine di una relazione, dove il corallo diventa simbolo poetico di bellezza e pericolo, rappresentando ciò che non si dice ma si sente. "Coralli" prosegue il percorso musicale iniziato con "23 ORE", progetto ispirato alla raccolta Le occasioni di Eugenio Montale, in cui ogni canzone corrisponde a un’ora e racconta un frammento esistenziale. Dopo la raccolta digitale, il progetto è stato pubblicato anche su vinile in edizione limitata bianca (23 ORE – LIMITED EDITION) con dieci brani, tra cui "Fiori nei jeans", "Amore eterno".

## Discografia

### Album in studio
- 1996 – Silvia Salemi (Fonit Cetra, CDL 403)
- 1997 – Caotica
- 1998 – Pathos
- 2000 – L'arancia
- 2003 – Gioco del Duende
- 2007 – Il mutevole abitante del mio solito involucro
- 2017 – 23
- 2024 – 23 ore (digitale)

### Singoli
- 1996 – Nessuno mi può giudicare
- 1996 – Quando il cuore
- 1996 – Jimi in paradiso
- 1997 – A casa di Luca – video
- 1997 – Stai con me stanotte – video
- 1998 – Pathos
- 1998 – Odiami perché – video
- 1998 – Soli in paradiso
- 2000 – La parola amore - video
- 2000 – E ci batteva il sole - video
- 2000 – È già settembre
- 2002 – J'adore
- 2003 – Nel cuore delle donne - video
- 2003 – Dimenticami
- 2003 – Sì, Forever - video
- 2007 – Il mutevole abitante del mio solito involucro - video
- 2007 – Ormai – video
- 2012 – Amore disperato
- 2017 – Potrebbe essere – video
- 2019 – Era digitale – video
- 2020 – Chagall – video
- 2021 – I sogni nelle tasche – video
- 2022 – Noi contro di noi – video
- 2023 – Faro di notte – video
- 2024 – Fiori nei jeans (digitale)
- 2024 – Amore eterno (digitale)
- 2024 – Animali umani (digitale)
- 2025 - Coralli

### Raccolte Autori Vari
- 2013 – Noi donne 2 (con il brano La donna cannone)
- 2019 – Ora o mai più - 2019
- 2023 – Sognando Sanremo 2023 (con il brano A casa di Luca)

### Duetti con altri artisti
- 2019 – 50 anni di Bella Musica di Marcella Bella (nei brani Nessuno mai e L'emozione non ha voce)

## Televisione
- Il Gran ballo delle debuttanti (Canale 5, 1998)
- Viaggi nei luoghi del sacro (Rai 3, 1999)
- Music Farm (Rai 2, 2004) – concorrente
- Tale e quale show (Rai 1, 2013) – concorrente
- Tale e quale show - Il torneo 2013 (Rai 1, 2013) – concorrente
- Tale e quale show - Il torneo 2014 (Rai 1, 2014) – concorrente
- 58º Festival di Castrocaro (Rai 1, 2015) – presidente della giuria
- L'anno che verrà (Rai 1, 2015)
- Tra sogno e realtà (La5, 2016) giudice
- Piccole luci (Rete 4, 2017-2019)
- La vita in diretta Estate (Rai 1, 2017)
- Domenica in (Rai 1, 2018) – ospite fissa
- Super Music Store (La5, 2018)
- L'altro sabato di domenica (Rai Premium, 2018)
- I-band (La5, 2018) membro della giuria
- Ora o mai più (Rai 1, 2019) – concorrente
- Star in the Star (Canale 5, 2021) – concorrente
- Tale e quale Sanremo (Rai 1, 2024) – concorrente

## Partecipazioni a manifestazioni canore

### Festival di Castrocaro
| Anno | Canzone               | Piazzamento |
| ---- | --------------------- | ----------- |
| 1995 | Con questo sentimento | 1           |

### Sanremo Giovani
| Anno                 | Canzone                  | Piazzamento                  |
| -------------------- | ------------------------ | ---------------------------- |
| Sanremo Giovani 1995 | Nessuno mi può giudicare | 5 (finalista a Sanremo 1996) |

### Festival di Sanremo
| Anno                     | Categoria      | Canzone               | Autori                             | Piazzamento |
| ------------------------ | -------------- | --------------------- | ---------------------------------- | ----------- |
| Festival di Sanremo 1996 | Nuove Proposte | Quando il cuore       | Giampiero Artegiani                | 5           |
| Festival di Sanremo 1997 | Campioni       | A casa di Luca        | Giampiero Artegiani, Silvia Salemi | 4           |
| Festival di Sanremo 1998 | Campioni       | Pathos                | Giampiero Artegiani, Silvia Salemi | 5           |
| Festival di Sanremo 2003 | Campioni       | Nel cuore delle donne | Giampiero Artegiani, Silvia Salemi | 8           |

## Programmi radiofonici
- La mezzanotte di Radio Due, Rai Radio 2 (2005)
- Che spettacolo, Rai Radio 2 (2019-2020)
- Decanter, Rai Radio 2 (2020-2021)
- Il mio campo libero, Rai Isoradio (2021)
- Avanti tutta, Rai Isoradio (2022-2024)
- Back home,  Rai Isoradio (2024-2025)

## Libri
- La voce nel cassetto, Reggio Emilia, Imprimatur, 2017, ISBN 978-88-6830-613-7.